# Porsche 911 GT2

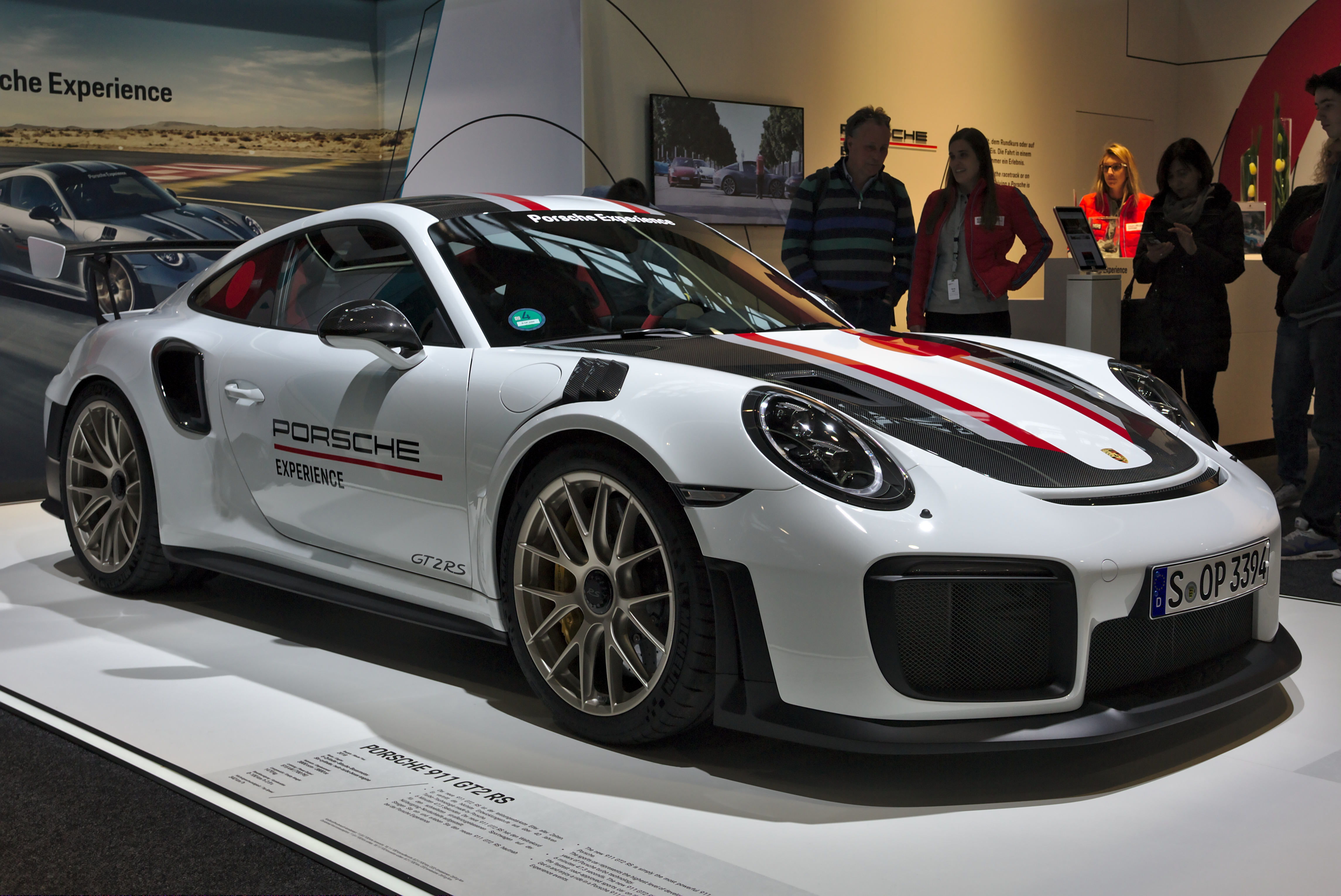
Porsche 991 GT2 RS

De Porsche 911 GT2 is een sportcoupé van de Duitse automobielconstructeur Porsche. Er zijn tot nu toe van vier generaties Porsche 911 een GT2 verschenen. De laatst verschenen versie is de Porsche 991 GT2 RS.

## 991
Van de tweede generatie van Porsche 991, (de 991.2) serie, werd een GT2 RS gebouwd. De auto beschikt over 515 kW/700 PK. 

## Eerdere GT2-modellen

### 997
In 2007 werd de 911 GT2 van de Porsche 997-generatie onthuld. De 997 GT2, beschikt over carbon stoelen en alcantara-stuur en pook. Hij ligt 2,5 cm lager dan een standaard 997. De auto heeft standaard PASM en ESP (Porsche noemt het PSM), dat helemaal uit te schakelen is in twee stappen. De (997) GT2 beschikt standaard over keramische remschijven.
De 3,6-liter zescilinder boxermotor met twee turbo's levert 530 pk bij 6500 tpm en 680 Nm bij 2200 tpm en houdt dit vast tot 4500 tpm. Telkens wanneer het gas gelost wordt, blazen de overdrukventielen van de twee turbo's de overvloedige lucht naar buiten, wat gepaard gaat met een fluitend geluid.
De auto is uitgerust met launch control. Deze wordt ingeschakeld als de eerste versnelling wordt ingeschakeld, de koppeling wordt ingeduwd en er vol gas gegeven wordt. Als dan de koppeling gelost wordt bij 5.000 tpm schiet de GT2 vooruit. Na 3,7 seconden wordt de 100 km/h bereikt en na 11,2 de 200 km/h. 33 seconden na de start staat de teller al op 300 km/h. De topsnelheid van deze 997 GT2 is 329 km/u. Om dit alles in bedwang te kunnen houden, heeft Porsche standaard keramische remmen gemonteerd met een diameter van 38 cm vooraan.

### 996
In 1999 werd de 993 GT2 afgelost door een nieuwe GT2, van de Porsche 996-generatie. Twee jaar na het uitbrengen van het Porsche 996 model verscheen de eerste GT2 pas, en ondertussen had Porsche al beslist de GT2 enkel voor straatgebruik te bouwen. De Porsche 911 GT3 zou Porsche voortaan op wedstrijden op het circuit gaan vertegenwoordigen.
De nieuwe GT2 gebruikte dezelfde 3.6 boxermotor als de 996 Turbo (waarvan de turbodruk echter minder groot was). De GT2 motor leverde 462 pk, wat later tot 483 pk werd opgehoogd.

### 993
De Porsche 993-generatie was de eerste generatie waar een GT-2 model van werd gebouwd met als hoofddoel gebruik in de motorsport. De GT2's voor op de weg kregen dus dezelfde naam als deze die aan wedstrijden meededen. Eerst leverde de 3.6 boxermotor 430 pk, maar in 1998 werd hij opgevoerd tot 450 pk. In het totaal werden 57 GT2's voor de weg gebouwd, waarvan zeven met het stuur aan de rechterkant.